# Walter HWK 109-507

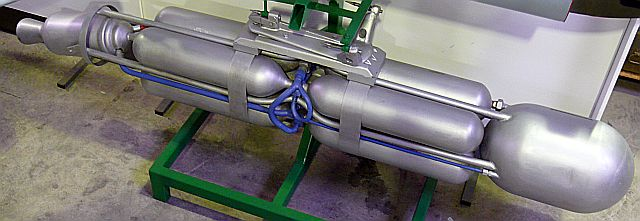
HWK 109-507

Der Walter HWK 109-507 Flüssigkeitsraketenmotor wurde speziell zum Antrieb von Gleitbomben wie z. B. der Henschel Hs 293 entwickelt.
Der Motor wurde zusammen mit der Brennkammer, den Kraftstoffbehältern sowie dem Druckbehälter für die Treibstoffförderung als eigenständige Einheit konstruiert. Die Düse wurde nach unten gerichtet, damit der Vektor des Schubstrahles durch den Schwerpunkt des Fluggerätes verlief, womit sich eine stabile Fluglage ergab.
Als Kraftstoff kamen T-Stoff Wasserstoffperoxid (historisch: Wasserstoffsuperoxyd) sowie Z-Stoff (Calcium permanganate) zum Einsatz. Bei Vermischung der beiden Komponenten fand eine chemische Reaktion, jedoch keine Verbrennung statt, auch als „kalter Betrieb“ bekannt. Der Schub von 590 kp (5,78 kN) wurde für 10 Sekunden aufrechterhalten.